# Џонсон Агији-Иронси
Џонсон Томас Умунакве Агији-Иронси (енгл. Johnson Thomas Umunnakwe Aguiyi-Ironsi; (Умуахија, 3. март 1924 — Лалупон, 29. јул 1966) био је генерал-мајор, политичар и други председник Нигерије.

## Биографија
Рођен је 1924. године у месту Умуахија, држава Абија, југ Нигерије. Отац и мајка нису му посвећивали пажњу, па је једно време живио са сестром, чији је муж, његов шурјак, имао велики утицај на његов живот. Постао је очинска фигура за којом је Томас чезнуо. Тако је и преузео његово име Џонсон. Са 22 године, противно жељама сестре, приступио је нигеријској војсци.

### Војна каријера
Као војник, Томас се исказао као добар командант, па је једно време служио и у држави данас познатој као Демократска Република Конго. Након успешно обављеног задатка који му је био постављен, вратио се кући. Растући национализам у Нигерији подстакнуо је страног команданта војске да одступи, па је Иронси преузео ту функцију.

### Пад Прве Републике
Иако способан, председник Намди Азикиве, и његови премијери нису успели да смире тензије које су настале. Етнички и верски сукоби били су неизбежни, јер је север Нигерије подручје ислама, а на југу преовладава хришћанство. Неспособност цивилне управе да смири стање, запалила је искру побуне у војсци. Извршен је војни удар 16. јануара 1966. године.
Осморо најугледнијих цивилних политичара је срушено с власти, а неки су и убијени. Власт је преузело Врховно војно веће на челу којег је био Агији-Иронси.

### Противудар и убиство
Како су на власт дошли припадници племена Игбо, а остали народи су били извргнути репресији, почело се сумњати у заверу. Томе је допринео и сам вођа Иронси. Он није био председник, него војни вођа са југа земље. У војсци је био добар, али у политици се показао неспособним. Потез који је превагнуо против њега био је Декрет бр. 34, којим се поништавало федералистичко уређење земље, а уводила се унитарна држава.
Иронси је аболирао и злочинце који су након удара поубијали припаднике оних који нису били из народа Игбо. На дан удара, 29. јула 1966, Иронси је боравио у кући гувернера Западне Нигерије. Пред гувернерову палачу дошли су припадници народа Фулани и Јоруба. Он и гувернер су скинути догола, бичевани и претучени, те су погинули под мецима из митраљеза. Њихова тела нађена су у шуми након неколико дана, а Јакубу Говон је преузео функцију председника.

## Породица
Његов син је садашњи министар одбране Нигерије.